# Lützelbach (Johannisbach)
Der Lützelbach ist ein etwa 11⁄3 Kilometer langer rechter und südlicher Zufluss des Johannisbachs im hessischen Landkreis Darmstadt-Dieburg.

## Geografie

### Verlauf
Der Lützelbach entspringt auf einer Höhe von etwa 398 m ü. NHN am Nordrand des gleichnamigen Modautaler Ortsteiles Lützelbach.
Er verläuft fast geradlinig in nordnordwestlicher Richtung und mündet schließlich nordöstlich vom Modautaler Ortsteil Webern auf einer Höhe von ungefähr 231 m ü. NHN von rechts in den Johannisbach.  Sein 1,3 Kilometer langer Lauf endet etwa 167 Höhenmeter unterhalb seiner Quelle, er hat somit ein mittleres Sohlgefälle von circa 13 %

### Flusssystem Gersprenz
- Fließgewässer im Flusssystem Gersprenz